# Nancy Ajram
Nancy Nabil Ajram (in arabo نانسي نبيل عجرم‎?; Achrafieh, 16 maggio 1983) è una cantante e attrice libanese.
Nata nel 1983, è considerata una stella di prima grandezza in tutto il mondo arabo, avendo ottenuto numerosi riconoscimenti nel corso della sua carriera, durante la quale ha pubblicato 8 album (non contando i live). Nel 2008 si è aggiudicata il World Music Award avendo realizzato, tra gli artisti medio-orientali, le maggiori vendite di dischi nel mondo.
Nel 2010 ha cantato la canzone Wavin' Flag insieme al cantante K'naan. La canzone è stata scelta dalla Coca Cola come inno promozionale del campionato mondiale di calcio 2010 in Sudafrica.
Nancy Ajram si è esibita per la prima volta in Italia il 14 gennaio 2012 presso il Forum di Assago (MI), all'interno del Bladna Festival, organizzato da Piano B, festival di musica e cultura Araba promosso da Bladna Mobile, il primo operatore arabo in Italia.

## Discografia

### Album studio
- 1998 - Mihtagalak
- 2001 - Sheel oyounak anni
- 2003 - Ya salam
- 2004 - Ah W Noss
- 2006 - Ya tabtab...Wa dallaa
- 2008 - Betfakkar fi eih?!
- 2010 - 7
- 2014 - Nancy 8
- 2017 - Nancy 9 - Hassa beek
- 2021 - Nancy 10

### Album per bambini
- 2007 - Shakhbat Shakhabit
- 2012 - Super Nancy